# Watanabe Hirofumi
Watanabe Hirofumi (渡部 博文 Watanabe Hirofumi, sinh ngày 7 tháng 7 năm 1987 ở Nagai, Yamagata) là một cầu thủ bóng đá người Nhật Bản hiện tại thi đấu cho Vissel Kobe.

## Thống kê sự nghiệp
Cập nhật đến ngày 23 tháng 2 năm 2018.
| Thành tích câu lạc bộ | Thành tích câu lạc bộ | Thành tích câu lạc bộ | Giải vô địch | Giải vô địch | Cúp                   | Cúp                   | Cúp Liên đoàn | Cúp Liên đoàn | Châu lục | Châu lục  | Tổng cộng | Tổng cộng |
| Mùa giải              | Câu lạc bộ            | Giải vô địch          | Số trận      | Bàn thắng    | Số trận               | Bàn thắng             | Số trận       | Bàn thắng     | Số trận  | Bàn thắng | Số trận   | Bàn thắng |
| Nhật Bản              | Nhật Bản              | Nhật Bản              | Giải vô địch | Giải vô địch | Cúp Hoàng đế Nhật Bản | Cúp Hoàng đế Nhật Bản | Cúp Liên đoàn | Cúp Liên đoàn | AFC      | AFC       | Tổng cộng | Tổng cộng |
| --------------------- | --------------------- | --------------------- | ------------ | ------------ | --------------------- | --------------------- | ------------- | ------------- | -------- | --------- | --------- | --------- |
| 2010                  | Kashiwa Reysol        | J2 League             | 2            | 0            | 0                     | 0                     | –             | –             | –        | –         | 2         | 0         |
| 2011                  | Tochigi SC            | J2 League             | 33           | 3            | 2                     | 0                     | –             | –             | –        | –         | 35        | 3         |
| 2012                  | Kashiwa Reysol        | J1 League             | 5            | 0            | 2                     | 1                     | 1             | 0             | 2        | 0         | 10        | 1         |
| 2013                  | Kashiwa Reysol        | J1 League             | 12           | 1            | 2                     | 0                     | 2             | 0             | 5        | 1         | 21        | 2         |
| 2014                  | Kashiwa Reysol        | J1 League             | 23           | 1            | 2                     | 0                     | 8             | 2             | –        | –         | 33        | 3         |
| 2015                  | Vegalta Sendai        | J1 League             | 30           | 3            | 3                     | 0                     | 5             | 0             | –        | –         | 38        | 3         |
| 2016                  | Vegalta Sendai        | J1 League             | 33           | 3            | 1                     | 0                     | 2             | 0             | –        | –         | 36        | 3         |
| 2017                  | Vissel Kobe           | J1 League             | 33           | 3            | 5                     | 0                     | 4             | 0             | –        | –         | 42        | 3         |
| Tổng cộng sự nghiệp   | Tổng cộng sự nghiệp   | Tổng cộng sự nghiệp   | 171          | 14           | 17                    | 0                     | 22            | 2             | 7        | 1         | 217       | 17        |